# Acraea boopis
Acraea boopis is een vlinder uit de familie van de Nymphalidae. De wetenschappelijke naam van de soort is voor het eerst gepubliceerd in 1914 door Fritz Ludwig Otto Wichgraf.

## Verspreiding
De soort komt voor in de bossen van Kenia, Tanzania, Malawi, Mozambique, Zimbabwe, Zuid-Afrika en Eswatini.

## Waardplanten
De rups leeft op:
- Achariaceae
  - Rawsonia lucida Harv. & Sond.
- Celastraceae
  - Gymnosporia sp.
  - Lauridia tetragona (L.f.) R.H.Archer
  - Maytenus acuminata (L.f.) Loes.
- Violaceae
  - Rinorea convallarioides (Baker f.) Eyles

## Ondersoorten
- Acraea boopis boopis Wichgraf, 1914 (Mozambique, Zimbabwe, Zuid-Afrika, Eswatini)
- Acraea boopis ama (Pierre, 1979) (Oost-Kenia, Noord-Tanzania)
- Acraea boopis choloui (Pierre, 1979) (Zuid-Malawi)